# Night Teeth
Night Teeth (bra: As Passageiras) é um filme de terror vampiresco americano de 2021, dirigido por Adam Randall a partir de um roteiro de Brent Dillon. É estrelado por Jorge Lendeborg Jr., Debby Ryan, Lucy Fry, Raúl Castillo, Megan Fox e Alfie Allen. Foi lançado em 20 de outubro de 2021 pela Netflix. O filme recebeu críticas mistas. Enquanto o elenco e as sequências foram elogiados, porém as críticas eram feitas pela falta de ação, além de o filme ser previsível.

## Enredo
Benny, um motorista autônomo que dirige no lugar de seu irmão Jay, é contratado pelas amigas Blaire e Zoe para levá-las a várias casas noturnas populares de Los Angeles. Sem que ele saiba, as duas são vampiras.
O filme então revela que os vampiros coexistiram pacificamente com os humanos por séculos, alimentando-se apenas por consentimento. Victor, um lorde vampiro rico que ficou entediado e descontente com sua vida, está planejando subverter o sistema sequestrando a namorada de Jay, quebrando a trégua com Boyle Heights; sem o conhecimento de Benny, Jay secretamente faz parte do conselho humano encarregado de manter a paz entre vampiros e humanos. Enquanto Jay e seus aliados começam a caçar todos os vampiros em LA, Victor executa um plano para eliminar seus companheiros senhores e tomar o poder para si enquanto incumbe Blaire e Zoe de criar o máximo de caos possível na cidade para distrair os caçadores de vampiros e os mantenedores da paz.
Quando Benny deixa as garotas em um hotel, ele descobre que o hotel é na verdade um campo de alimentação para vampiros e percebe para que Blaire e Zoe o estão usando. As meninas ameaçam sua vida, mas poupam-o para que possam chegar até Jay. Durante uma visita a um de seus alvos, as garotas são presas por caçadores de vampiros, mas Benny decide ajudá-las a escapar e permite que elas se escondam em sua casa. Benny então descobre que Victor tem seu irmão, que perdeu para o vampiro em um combate corpo a corpo enquanto tentava matá-lo.
Benny deixa as meninas no último local da lista e descobre que a casa pertence a Victor. Blaire pede que ele saia, mas Benny se recusa a abandonar seu irmão. Dentro da casa, Benny encontra vários prisioneiros humanos sendo mantidos pelo senhor como "bolsas de sangue" para ele se alimentar, incluindo Jay, mas é capturado por Victor enquanto tenta libertá-lo. Victor e Zoe então ameaçam matá-lo, levando Blaire a se voltar contra Victor e Zoe, depois de perceber que ela tem sentimentos por Benny. Na luta que se segue, Zoe esfaqueia Blaire e em retaliação, Benny ativa remotamente o carro de seu irmão, quebrando uma janela e expondo a luz do sol que mata Zoe. Victor, então, ataca Benny usando Jay como isca e consegue mordê-lo antes que Jay o atinja a luz do sol, matando-o. Benny logo se transforma em um vampiro e os irmãos seguem caminhos separados depois que Jay decide começar a treinar como caçador de vampiros profissional e diz a Benny que espera que ele lute ao seu lado quando a cidade mergulhar no caos. Mais tarde naquela noite, Benny encontra Blaire para uma noite de bebedeira.

## Elenco
- Jorge Lendeborg Jr. como Benny
- Debby Ryan como Blaire
- Lucy Fry como Zoe
- Raúl Castillo como Jay Perez
- Alfie Allen como Victor
- Alexander Ludwig como Rocko
- Sydney Sweeney como Eva
- Megan Fox como Grace
- Marlene Forte como Abuela
- Ash Santos como Maria
- Bryan Batt como Gio

## Produção

### Seleção do elenco
Em agosto de 2019, foi anunciado que Adam Randall iria dirigir o filme a partir de um roteiro de Brent Dillon, com distribuição da Netflix. Em fevereiro de 2020, Jorge Lendeborg Jr., Debby Ryan, Lucy Fry, Alfie Allen e Raúl Castillo se juntaram ao elenco do filme. Em julho de 2020, Alexander Ludwig, Bryan Batt e Marlene Forte se juntaram ao elenco do filme.

### Filmagens
As filmagens começaram em fevereiro de 2020 em Nova Orleans e Los Angeles. Mais tarde naquele ano, a produção foi interrompida devido à pandemia de COVID-19.

## Recepção
No agregador de críticas Rotten Tomatoes, que categoriza as opiniões apenas como positivas ou negativas, o filme tem um índice de aprovação de 36% calculado com base em 28 comentários dos críticos, com uma classificação média de 5,4/10. O consenso dos críticos do site diz: "Night Teeth tem um elenco sólido e algumas ideias interessantes, mas estão todos perdidos em uma história de vampiros contada apaticamente e geralmente previsível." No Metacritic, com base em 8 opiniões de críticos que escrevem em maioria para a imprensa tradicional, o filme tem uma média aritmética ponderada de 44 entre 100, com a indicação de "revisões mistas ou neutras."
Em sua crítica para o The Guardian, Benjamin Lee  disse que "Night Teeth não é tão terrível quanto seu título verdadeiramente duvidoso, mas é igualmente esquecível." Meagan Navarro, escrevendo para a revista de terror Bloody Disgusting, deu ao filme duas de cinco estrelas e disse sobre a sequência de abertura que "nunca realmente vale nada e estabelece a precedência para a anêmica construção de mundo do filme", acrescentou que "o que falta em substância em Night Teeth é compensado em estilo", e concluiu escrevendo que "apesar de uma jornada agradável e uma narrativa em constante movimento, Night Teeth carece de mordidas" e o rotulou como "previsível".